# Maler Kotla

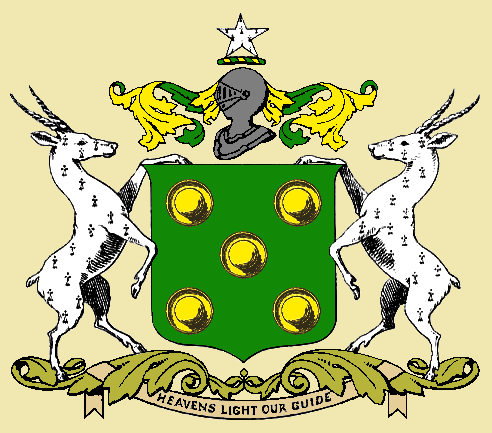
Escut

Maler Kotla fou un estat tributari protegit sota control del comissionat de la divisió de Jullundur al Panjab, amb una superfície de 433 km² i una població el 1881 de 71.051 habitants i el 1901 de 77.506. Limitava al nord amb el districte de Ludhiana, i la resta per Patiala excepte una petita part a l'oest on tocava a uns pobles de Nabha. El país era completament pla. No hi passava cap riu important però si la branca Bhatinda del canal de Sirhind, si bé el nawab no acceptava fer-lo servir. La capital era Malerkotla i hi havia 155 pobles més. Els productes principals eren el cotó, sucre, opi, anís, tabac, alls i gra i els ingressos estimats eren de 547.000 rúpies; rebia un subsidi del govern de l'Índia Britànica de 2.500 rúpies per la pèrdua d'ingressos per l'abolició de les taxes de duana. Disposava d'un exèrcit de 50 cavallers i 439 infants incloent els contingent de Servei Imperial amb una companyia de sapadors de 177 homes. El sobirà tenia dret a salutació d'onze canonades (dues personals).
L'estat es va fundar el 1454 quan el Shaykh Sadr al-Din Sadr-i-Jahan es va casar amb una filla del sultà Bahulul Shah Lodi (1451-1489) i va rebre un cert nombre de pobles en jagir.
Els nawabs moderns eren d'origen afganès i van ser governadors dins de la província de Sirhind sota els emperadors mogols; el primer fou Bayezid Khan (mort el 1657); es van fer independents el segle XVIII. El 1732 el nawab local Jamal Khan es va unir al comandant de les tropes imperials al doab de Jullundur en un atac contra Raja Ali Singh, el cap sikh de Patiala, que va fracassar; el 1761 va donar suport al governador afganès de Sirhind (nomenat per Ahmad Shah Durrani) contra el sobirà sikh de Patiala. Encara va tenir enfrontaments amb altres veïns sikhs. Mort Jamal Khan en batalla vers 1762, els seus fills es van disputar la successió triomfant Bhikan Khan.
Poc després Ahmad Shah Durrani va sortir de l'Índia a la que ja no va tornar i Raja Amar Singh de Patiala va decidir prendre revenja de Bhikan Khan; el va atacar i li va ocupar alguns territoris; quan Bhikan Khan va veure que no podria resistir va fer un tractat de pau que va garantir unes relacions pacífiques per molts anys; durant els anys que van seguir Maler Kotla va ajudar més d'una vegada a Patiala i el 1787 Raja Sahib Singh de Patiala va retornar els favors ajudant a Maler Kotla contra el poderós cap de Bhadaur, que s'havia apoderat d'alguns territoris del nawab. El 1794 Bedi Sahib Singh, descendent del guru Baba Nanak (el primer i més reverenciat dels sikhs gurus) va cridar a la guerra santa contra els musulmans de Maler Kotla; Bedi, potser un impostor i en tot cas un fanàtic, va inflamar a la gent contra els habitants de Maler Kotla que menjaven (o almenys mataven) vaques i molts sardars (nobles) sikhs es van unir a la campanya; el nawab fou derrotat en una sagnant batalla i va haver de fugir cap a la capital on fou assetjat per Bedi i els seus fanàtics. Per sort pel nawab el raja de Patiala li va enviar tropes d'ajut i finalment va aconseguir la retirada de Bedi a l'altre costat del Sutlej a canvi d'una quantitat de diners que va pagar el raja de Patiala.
Després de la victòria de Laswari, en què els britànics van derrotar a Daulat Rao Sindhia, Maler Kotla es va unir als britànics al servei dels quals va posar totes les seves forces i va participar en la campanya de Lord Lake que va portar a la fugida de Jaswant Rao Holkar el 1805. La Companyia Britànica de les Índies Orientals va substituir als marathes en el poder feudal als districtes entre el Sutlej i el Jumna; el protectorat sobre Maler Kotla i els altres estats del Cis-Sutlej es va establir el 1809, mitjançant un acord amb el maharajà sikh Ranjit Singh de Lahore que va poder conservar les conquestes fetes a les seves primera i segona campanya però va haver de renunciar a les de la tercera (1806, 1807 i 1808). En la darrera campanya Ranjit Singh havia conquerit Faridkot i s'havia dirigit a Maler Kotla on va exigir un tribut de 155.000 rúpies del nawab tot i les protestes de Metcalfe (despeés Lord Metcalfe) enviat britànic a Ranjit Singh. Això va obligar els britànics a intervenir i les forces sota el coronel Ochterlony van avançar al mateix temps (desembre de 1808) que s'enviava un ultimàtum a Ranjit Singh declarant als estats del Cis-Sutlej sota protectorat britànic; finalment Ranjit va claudicar. Ochterlony formalment va reinstal·lar al nawab de Maler Kotla el febrer de 1809 i el 3 de maig de 1809 es va signar el tractat final amb Ranjit Singh que confirmava la dependència del Cis-Sutlej dels britànics, tractat que per la part europea fou signat per Metcalfe i pels sikhs pel mateix Ranjit Singh.
Nawab Muhammad Ibrahim Ali Khan, nascut el 1857, va pujar al tron el 1877, però a causa d'una malaltia mental, l'administració fou confiada a Sahibzada Ahmad Ali Khan, el seu hereu aparent, com a regent. El 1948 va integrar la unió d'estat coneguda com a PEPSU (Patiala and East Punjab States Union) que el 1956 va quedar integrada a l'estat del Panjab.

## Llista de sobirans
- Sheikh Sadr al-Din Sadr-i-Jahan 1454-1508
- Sheikh Eisa 1508-1538
- Khan Muhammad Shah 1538-1545
- Khwaja Madud Khan 1545-1566
- Nawab Fateh Muhammad Khan 1566-1600
- Nawab Bayezid Khan 1600-1657
- Nawab Feroz Khan 1657-1672
- Nawab Sher Muhammad Khan Bahadur 1672 - 1712
- Nawab Ghulam Husain Khan 1712 - 1717
- Nawab Jamal Khan 1717 - 1762
- Nawab Bhikan Khan 1762 - 1764
- Nawab Khan Sahib Khan Bahadur Khan, pretendent 1762-1763/1764
- Nawab Sahib Khan Bahadur Khan 1764 - 1766
- Nawab Khan Sahib Umar Khan 1766 - 1780
- Nawab Khan Sahib Asadullah Khan 1780 - 1784
- Nawab Khan Ataullah Khan 1784 - 1809
- Nawab Muhammad Wazir Ali Khan 1809 - 1821
- Nawab Amir Ali Khan Bahadur 1821 - 1846
- Nawab Mahbub Ali Khan Bahadur "Sube Khan" 1846 -1857
- Nawab Iskandar Ali Khan Bahadur 1857 - 1871
- Nawab Muhammad Ibrahim Ali Khan 1871 - 1908 (adoptat)
- Nawab Ahmad Ali Khan Shirwani 1908-1947 (regent 1905 - 1908)
- Nawab Iftikhar Ali Khan 1947-1956 (+1982)